# Maximum the Hormone
Maximum The Hormone é uma banda de metal do Japão, conhecida pela sua habilidade em misturar gêneros musicais.

## História
Maximum The Hormone é uma banda japonesa de rock, criada em 1998 por Daisuke Tsuda e Kawakita Nawo, juntamente com antigos membros Sugi e Key. Depois de um par de shows regionais, a banda assinou um contrato com o rótulo de rock japonês Sky Records. A.S.A. Crew foi o primeiro álbum lançado sob esse rótulo e foi o único álbum completo lançado com esta formação. Naquela época Daisuke escreveu suas músicas apenas em Inglês, e Maximum the Hormone também foi escrito em letras em latim. Isso mudou quando Key e Sugi deixaram a banda em 1999.
A procura de novos membros para integrar a banda, Nawo pensou em seu irmão Ryo, que tocava guitarra desde seus anos na escola secundária e poderia cantar muito bem também. A partir de então, os dois homens dividiram a maioria dos vocais, Daisuke cuidou dos guturais e vocais rap e Ryo as partes mais melódicas. Ue-Chan se assim, completando o quarteto como baixista. Em 2001, a banda lançou um EP, Ootori.
Em 2002, a banda deixou a gravadora Sky Records e assinou um contrato com Mimikajiru Records. A banda lançou um novo single, Niku Cup", seguida de um álbum completo, Mimi Kajiru.
Depois de seu primeiro álbum , a banda teve uma abordagem mais tradicional de gravar, lançando dois singles, seguido por um álbum. Seu próximo álbum,Kusoban em 2004, foi ainda mais contrastante com a música pesada misturada com pop que tem vindo a ganhar a atenção mainstream.
Após o lançamento do Kusoban em 2004, a banda assinou contrato com a VAP, uma grande gravadora.
Depois de gravar um outro par de singles, a banda lançou outro álbum,Rokkinpo Goroshi. A liberação causou um aumento em sua base de fãs, como eles começaram a fazer mais shows afora, tocar em festivais de rock, e eventualmente lançar um DVD ao vivo,Debu Vs. Debu. Além disso, "ROLLING1000tOON" foi apresentado como um tema de encerramento do anime Air Master.
O ano de 2006 viu o rompimento da banda na cultura popular com a canção "Koi no Mega Lover", chegando a nona posição na Oricon durante o verão de 2006,A música virou seu primeiro hit no Japão. A banda teve três de suas canções em diferentes animes , "What's Up, People?" e "Zetsubou Billy" são apresentados como as segundas faixas de abertura e de encerramento no anime Death Note, e "Akagi" é caracterizado como o tema de encerramento para a série de anime Akagi.
Após a promoção de dois singles, e as canções de destaque na televisão, Maximum the Hormone lançou seu quinto álbum, Buiikikaesu. O álbum foi um recorde para a banda, estreando em quinto lugar nas paradas da Oricon, o seu primeiro álbum completo na classificação.Também ganhou o disco de ouro no Japão.
No ano de 2008 começou com o lançamento de seu novo DVD ao vivo intitulado Deco Vs. Deco. A banda também fez sua primeira aparição fora do Japão, em uma pequena turnê pelos Estados Unidos e Canadá com Dropkick Murphys. Lançaram um novo single intitulado "Tsume Tsume Tsume" Contendo as canções "Tsume Tsume Tsume "," F ", e "Kill All The 394 ". O disco foi lançado no início de sua tour em 16 de julho de 2008, e alcançou o o segundo lugar no Oricon Weekly Singles, tornando-se a banda de maior sucesso até à data. O passeio continuou até 16 de outubro de 2008, com uma visita adicional final que teve lugar no dia 30 de novembro.
Em 24 de outubro, foi anunciado que Daisuke exigiria uma cirurgia na garganta, causando a banda para em um hiato temporário, enquanto ele se recupera. O hiato iniciado em dezembro durou vários meses.
Em 27 de outubro Maximum The Hormone fez sua primeira aparição no Reino Unido apoio Enter Shikari no BIC Bournemouth. Eles continuaram a turnê com o Enter Shikari até 3 de novembro, tocando em Exeter, Southampton, Folkestone, e terminando com 2 noites no Astoria de Londres.
A partir de maio 2009, terminando a pausa para a cirurgia de Daisuke na garganta, a banda encabeçou vários shows no Japão com o apoio de Bring Me The Horizon e Blessed By A Broken Heart. A banda ganhou o prêmio de "Melhor Vídeo de Rock" por "Tsume Tsume Tsume" no MTV Video Music Awards Japão 2009.
Maximum The Hormone foi confirmado para tocar no Festival Soundwave da Austrália de 2010, porém houve o cancelamento, devido à gravidez de Nawo.
Nawo teve uma filha. Maximum The Hormone não está mais em hiato e atualmente estão trabalhando em seu próximo álbum.
Anúnciado dia 06/06/2013 a banda revela um vídeo com uma música inédita mas está escondido em alguma página criada pela banda em kanji, a música "misteriosa" é de seu novo albúm que será lançado oficialmente no japão dia 31/07/2013.
Seu mais novo álbum Yoshu Fukushu foi lançado em 31 de julho de 2013 o seu primeiro álbum completo em 6 anos. Foi o seu primeiro álbum a chegar em primeiro lugar nas paradas da Oricon na semana depois que foi lançado. [8] O CD possui embalagem única, como é aproximadamente a altura e a largura de uma caixa de DVD padrão, e amarrado como um mangá. Segundo o site oficial da banda, é "Um livro de 156 páginas com frenética, contendo nossas descrições,e com um resumo, faixa-a-faixa de todas as 15 músicas do novo álbum".

## Influências
Maximum The Hormone mistura diversos gêneros musicais em seus albuns e muitas revistas os rotulam como uma banda de nu metal e hardcore punk. A banda é altamente influenciada por Ramones. O primeiro disco da banda é geralmente rotulado como punk metal. A partir da saída dos membros Sugi e Key, e com a entrada de Maximum The Ryou e Ue-Chang, a banda começa a embarcar em um som mais "pop" e melódico com grande influência do nu metal e pop punk. Maximum The Ryo é fã de Pantera, uma banda de groove/thrash metal, e isso pode ser visto em algumas fotos onde ele está usando uma camiseta da banda. Ue-Chang é influênciado por Red Hot Chili Peppers e diz que o album Blood Sugar Sex Magic é um de seus favoritos. Ele até mesmo tem diversas tatuagens em seu corpo, como seu ídolo Flea, baixista do Red Hot Chili Peppers.

## Formação
- Daisuke-han - Vocal Gutural e Rapping
- Maximum the Ryo - Guitarra/Vocal Limpo
- Nao - Bateria/Vocal Feminino
- Ue-chan - Baixo/Backing Vocal

### Ex-integrantes
- Key - Guitarra (1998-1999)
- Sugi - Baixo (1998-1999)

## Discografia

### Albums & EPs
- A.S.A. Crew (Agosto, 1999)
- Ootori (Hou) (鳳 (ほう), Fevereiro, 2001)
- Mimi Kajiru (耳噛じる, 23 de Outubro de 2002)
- Kusoban (糞盤, 21 de Janeiro de 2004)
- Rokkinpo Goroshi (ロッキンポ殺し, 2 de março de 2005)
- Buiikikaesu (ぶっ生き返す, 14 de março de 2007)
- Yoshu Fukushu (予襲復讐, 31 de Julho de 2013)

### Singles
- Burupen Kyacchaazu Doriimu [Bullpen Catcher's Dream] (Outubro 2000)
- Niku Cup (肉コップ, 29 de Maio de 2002)
- Enzui Tsuki Waru (延髄突き割る, 3 de setembro de 2003)
- Rock Bankurawase / Minoreba Rock (ロック番狂わせ／ミノレバ☆ロック, 23 de junho de 2004)
- Houchou Hasami Cutter Knife Dosu Kiri/Rei Rei Rei Rei Rei Rei Rei Rei Ma Ma Ma Ma Ma Ma Ma Ma
 (包丁・ハサミ・カッター・ナイフ・ドス・キリ／霊霊霊霊霊霊霊霊魔魔魔魔魔魔魔魔, 25 de novembro de 2004)
- Zawa.. ..Zawa.. .. ..Z.. Zawa.. .. .. ..Zawa (ざわ・・・ざわ・・・ざ・・ざわ・・・・・・ざわ, 16 de novembro de 2005)
- Koi no Megalover (恋のメガラバ, 5 de julho de 2006)
- Tsume Tsume Tsume / F  (9 de julho de 2008)
- Greatest The Hits 2011-2011 (23 de março de 2011)

### DVDs
- Debu Vs. Debu (15 de Setembro,2005)
- Deco Vs. Deco (19 de Março,2008)